# 다비 프뢰퍼
다비 프뢰퍼(Davy Pröpper, 1991년 9월 2일 ~ )는 네덜란드의 축구 선수이다. 현재 SBV 피테서에서 미드필더로 활약하고 있다.
2022년 1월 4일, 프뢰퍼는 축구에 대한 동기 부여 부족 등의 이유로 현역 은퇴를 선언하였으나, 2023년 1월 27일에 SBV 피테서와 2024년 6월 30일까지 계약을 체결하며 은퇴를 번복하고 프로 축구 무대에 복귀하였다.